# KParts
KParts — технологія, розроблена в рамках проекту KDE з метою дозволити програмам використовувати функціональні можливості інших програм разом з їх віджетами (наприклад, вікно Konsole в Kate). Такі впроваджувані програми можуть використовуватися, наприклад, для перегляду файлів PDF або ODT/MS Word прямо у вікні браузера, при цьому буде запущена відповідна програма (ймовірно, вона надасть також можливість зміни відкритого файлу).
KParts є аналогом Bonobo з середовища GNOME.